# Oliver Fox
Oliver Fox, eigentlich Hugh George Callaway/Calloway (* 30. November 1885 in Southampton, England; † 28. April 1949), war ein britischer Schriftsteller von Kurzgeschichten und Lyrik und Parapsychologe. Er beschäftigte sich mit Versuchen zur Astralprojektion, also zu bewusst erlebten außerkörperlichen Erfahrungen, auf welchem Gebiet er ein Pionier war.

## Leben
Seine Kindheit in London beschreibt Fox als von Krankheiten geprägt. Darüber hinaus fürchtete er sich vor dem Schlaf, da er von Alpträumen gequält wurde; insbesondere die Vision „kleine[r] vibrierende[r] blaue[r] oder malvenfarbene[r] Kreise [...], die Froschlaich ähnelten“ und aus der alptraumhafte Gesichter hervorgehen konnten, belastete ihn. Er lernte allerdings schon im Kindesalter, seine Träume und Visionen zu kontrollieren. 
Über sein Traumgeschehen kam Fox schließlich auch zu außerkörperlichen Erfahrungen. Im Alter von 17 Jahren erlebte er erstmals einen luziden Traum (wofür er den Begriff dream of knowledge verwendete), er wusste also während des Träumens über die Tatsache des Träumens Bescheid. Länger in diesem Zustand zu verbleiben, gelang ihm nur mit großer Mühe und Übung; obwohl er sie auch oftmals nicht als solche erkannte, führten ihn Unlogisches, Unnatürliches oder offensichtliche Widersprüche in seinen Träumen bisweilen zu der Erkenntnis, dass er träumte. Aus dieser Fähigkeit, luzide zu träumen, entwickelten sich über die Jahre schließlich seine außerkörperlichen Erfahrungen. Erst später erkannte er, dass seine dreams of knowledge nicht notwendigerweise einer solchen vorausgehen mussten. Indem er sich vor dem Einschlafen auf den Bereich seiner Zirbeldrüse konzentrierte und imaginierte, durch sie seinen Körper zu verlassen, entwickelte er eine Methode, praktisch nach Wunsch eine außerkörperliche Erfahrung, eine Astralprojektion, herbeizuführen. Er kommentiert dies wie folgt: „Ich konnte jetzt vom gewöhnlichen Wachzustand in diesen neuen Zustand des Bewußtseins übergehen [...] und zurückkehren, ohne eine Unterbrechung meines Bewußtseins. Dies ist leicht geschrieben, aber ich brauchte zur Erreichung dieses Ziels vierzehn Jahre“.
Fox war Elektrotechniker, er studierte am Harley Institute. 1907 heiratete er Bertha Knight.
Fox beschrieb Phänomene wie die Silberschnur, die physischen und Astralkörper verbindet; Experimente mit Freunden zur gemeinsamen Astralprojektion; Versuche zu Interaktion mit während der Projektion wahrgenommenen Menschen und Tieren; und schließlich drei verschiedene Methoden der Fortbewegung im Astralkörper. Die erste sei der waagrechte Flug durch rein geistige Anstrengung, was leicht vonstattengehe, solange kein allzu großer Zug über die Silberschnur ausgeübt werde. Die zweite sei eine Art Levitation, vergleichbar einem Flugtraum. Die dritte bezeichnete er als „Himmelsflug“, da sie mit raketenähnlicher Geschwindigkeit ablaufe.

## Schriften
- Astral Projection. A Record of Out-of-the-Body-Experiences.  New Hyde Park, New York, 1962.
- The Pineal Doorway. (Die Zirbeldrüse als Torweg in die Astralwelt.) In: Occult Review. Vol. XXXI. Nr. 4. April 1920. S. 190ff.
- Beyond the Pineal Door. (Jenseits des Torwegs der Zirbeldrüse.) In: Occult Review. Vol. XXXI. Nr. 5. Mai 1920. S. 251ff.